# Japón en los Juegos Olímpicos de Garmisch-Partenkirchen 1936
Japón estuvo representado en los Juegos Olímpicos de Garmisch-Partenkirchen 1936 por un total de 31 deportistas que compitieron en 7 deportes.  
El portador de la bandera en la ceremonia de apertura fue el patinador artístico Kazuyoshi Oimatsu. El equipo olímpico japonés no obtuvo ninguna medalla en estos Juegos.